# Tanyptera (Tanyptera) shennongana
Tanyptera (Tanyptera) shennongana is een tweevleugelige uit de familie langpootmuggen (Tipulidae). De soort komt voor in het Palearctisch gebied.